# Listă de aeroporturi după codul IATA: V
Mai jos este lista de aeroporturi al căror cod IATA începe cu litera V.
Această listă este generată cu date din Wikidata și este actualizată periodic de un robot.
 Editările făcute în listă vor fi șterse la următoarea actualizare!
| Imagine | Cod IATA | Articol                                    |
| ------- | -------- | ------------------------------------------ |
|         | VDA      | Aeroportul Ovda                            |
|         | VIP      | Aeroportul Payerne                         |
|         | VII      | Aeroportul Vinh                            |
|         | VIG      | Aeroportul Juan Pablo Pérez Alfonso        |
|         | VSE      | Aeroportul Viseu                           |
|         | VME      | Aeroportul Villa Reynolds                  |
|         | VLA      | Aeroportul Municipal Vandalia              |
|         | VRI      | Aeroportul Varandey                        |
|         | VIS      | Aeroportul Municipal Visalia               |
|         | VNT      | Aeroportul Ventspils                       |
|         | VDB      | Aeroportul Fagernes                        |
|         | VTZ      | Aeroportul Vishakhapatnam                  |
|         | VAU      | Aeroportul Vatukoula                       |
|         | VOL      | Aeroportul Național Nea Anchialos          |
|         | VGN      | Aeroportul Mindoro                         |
|         | VGT      | Aeroportul North Las Vegas                 |
|         | VPY      | Aeroportul Chimoio                         |
|         | VST      | Aeroportul Stockholm Västerås              |
|         | VOH      | Aeroportul Vohemar                         |
|         | VYS      | Aeroportul Regional Illinois Valley        |
|         | VDY      | Aeroportul Vidyanagar                      |
|         | VAS      | Aeroportul Sivas                           |
|         | VLC      | Aeroportul Manises                         |
|         | VIB      | Aeroportul Villa Constitución              |
|         | VLN      | Aeroportul Internațional Arturo Michelena  |
|         | VAM      | Aeroportul Maamigili                       |
|         | VIE      | Aeroportul Internațional Viena             |
|         | VAI      | Aeroportul Vanimo                          |
|         | VAL      | Aeroportul Valenca                         |
|         | VER      | Aeroportul General Heriberto Jara          |
|         | VAT      | Aeroportul Vatomandry                      |
|         | VIT      | Aeroportul Vitoria                         |
|         | VLL      | Aeroportul Valladolid                      |
|         | VAN      | Aeroportul Van Ferit Melen                 |
|         | VIN      | Aeroportul Havrîșivka Vinița               |
|         | VID      | Aeroportul Vidin                           |
|         | VDF      | Aeroportul Tampa Executive                 |
|         | VGC      | Aeroportul Municipal Hamilton              |
|         | VCF      | Aeroportul Valcheta                        |
|         | VGD      | Aeroportul Vologda                         |
|         | VAG      | Aeroportul Varginha                        |
|         | VEY      | Aeroportul Vestmannaeyjar                  |
|         | VTE      | Aeroportul Internațional Wattay            |
|         | VAA      | Aeroportul Vaasa                           |
|         | VBT      | Aeroportul Municipal Bentonville           |
|         | VBV      | Aeroportul Vanuabalavu                     |
|         | VIJ      | Aeroportul Virgin Gorda                    |
|         | VNO      | Aeroportul Vilnius                         |
|         | VOG      | Aeroportul Internațional Volgograd         |
|         | VRB      | Aeroportul Municipal Vero Beach            |
|         | VDP      | Aeroportul Valle de la Pascua              |
|         | VFA      | Aeroportul Victoria Falls                  |
|         | VLM      | Aeroportul Lieutenant Colonel Rafael Pabón |
|         | VMR      | Aeroportul Presidente Néstor Kirchner      |
|         | VLR      | Aeroportul Vallenar                        |
|         | VTG      | Aeroportul Vung Tau                        |
|         | VPG      | Aeroportul Vipingo                         |
|         | VBY      | Aeroportul Visby                           |
|         | VDR      | Aeroportul Villa Dolores                   |
|         | VEV      | Barakoma Airport                           |
|         | VHN      | Aeroportul Culberson County                |
|         | VIA      | Aeroportul Videira                         |
|         | VLE      | Aeroportul Valle                           |
|         | VMU      | Aeroportul Baimuru                         |
|         | VOD      | Aeroportul Vodochody                       |
|         | VRC      | Aeroportul Virac                           |
|         | VRU      | Aeroportul Vryburg                         |
|         | VHM      | Aeroportul Vilhelmina                      |
|         | VIL      | Aeroportul Dakhla                          |
|         | VUP      | Aeroportul Alfonso López Pumarejo          |
|         | VBP      | Aeroportul Bokpyin                         |
|         | VIC      | Aeroportul Vicenza                         |
|         | VNC      | Aeroportul Municipal Venice                |
|         | VBC      | Aeroportul Mandalay Chanmyathazi           |
|         | VEE      | Aeroportul Venetie                         |
|         | VDM      | Aeroportul Gobernador Edgardo Castello     |
|         | VQS      | Aeroportul Antonio Rivera Rodríguez        |
|         | VBA      | Aeroportul Ann                             |
|         | VRN      | Aeroportul Verona Villafranca              |
|         | VPS      | Aeroportul Destin–Fort Walton Beach        |
|         | VAH      | Aeroportul Vallegrande                     |
|         | VDI      | Aeroportul Regional Vidalia                |
|         | VKG      | Aeroportul Rach Gia                        |
|         | VKS      | Aeroportul Municipal Vicksburg             |
|         | VOZ      | Aeroportul Internațional Voronezh          |
|         | VCT      | Aeroportul Regional Victoria               |
|         | VIR      | Aeroportul Virginia                        |
|         | VDZ      | Aeroportul Valdez                          |
|         | VXO      | Aeroportul Växjö/Kronoberg                 |
|         | VCH      | Aeroportul Vichadero                       |
|         | VAP      | Aeroportul Viñamar                         |
|         | VXC      | Aeroportul Lichinga                        |
|         | VNA      | Aeroportul Saravane                        |
|         | VRA      | Aeroportul Juan Gualberto Gómez            |
|         | VUS      | Aeroportul Veliky Ustyug                   |
|         | VKT      | Aeroportul Vorkuta                         |
|         | VLP      | Aeroportul Vila Rica                       |
|         | VTB      | Aeroportul Vitebsk Vostochny               |
|         | VAO      | Aeroportul Suavanao                        |
|         | VPN      | Aeroportul Vopnafjörður                    |
|         | VVK      | Aeroportul Vastervik                       |
|         | VDH      | Aeroportul Dong Hoi                        |
|         | VVC      | Aeroportul La Vanguardia                   |
|         | VPE      | Aeroportul Ondjiva Pereira                 |
|         | VAK      | Aeroportul Chevak                          |
|         | VCR      | Aeroportul Carora                          |
|         | VOI      | Aeroportul Voinjama                        |
|         | VLD      | Aeroportul Regional Valdosta               |
|         | VRL      | Aeroportul Vila Real                       |
|         | VLG      | Aeroportul Villa Gesell                    |
|         | VKO      | Aeroportul internațional Vnukovo           |
|         | VCD      | Aeroportul Victoria River Downs            |
|         | VLU      | Aeroportul Velikiye Luki                   |
|         | VAF      | Aeroportul Valence-Chabeuil                |
|         | VDE      | Aeroportul El Hierro                       |
|         | VAW      | Aeroportul Vardø                           |
|         | VKV      | Aeroportul Vaskovo                         |
|         | VBS      | Aeroportul Brescia                         |
|         | VCL      | Aeroportul Internațional Chu Lai           |
|         | VGO      | Aeroportul Vigo                            |
|         | VAR      | Aeroportul Varna                           |
|         | VXE      | Aeroportul Cesária Évora                   |
|         | VVI      | Aeroportul Internațional Viru Viru         |
|         | VLV      | Aeroportul Dr. Antonio Nicolás Briceño     |
|         | VIQ      | Aeroportul Viqueque                        |
|         | VDC      | Aeroportul Glauber Rocha                   |
|         | VNE      | Aeroportul Meucon                          |
|         | VPC      | Aeroportul Cartersville                    |
|         | VHZ      | Aeroportul Vahitahi                        |
|         | VCS      | Aeroportul Con Dao                         |
|         | VIX      | Aeroportul Eurico de Aguiar Salles         |
|         | VIH      | Aeroportul Național Rolla                  |
|         | VCA      | Aeroportul Can Tho                         |
|         | VSF      | Aeroportul Hartness State                  |
|         | VDS      | Aeroportul Vadsø                           |
|         | VRO      | Aeroportul Kawama                          |
|         | VQQ      | Aeroportul Cecil                           |
|         | VES      | Aeroportul Darke County                    |
|         | VHC      | Aeroportul Saurimo                         |
|         | VRE      | Aeroportul Vredendal                       |
|         | VGA      | Aeroportul Vijayawada                      |
|         | VEL      | Aeroportul Regional Vernal                 |
|         | VRY      | Aeroportul Værøy                           |
|         | VCP      | Aeroportul Internațional Viracopos         |
|         | VND      | Aeroportul Vangaindrano                    |
|         | VLS      | Aeroportul Valesdir                        |
|         | VNX      | Aeroportul Vilankulo                       |
|         | VLY      | Aeroportul Anglesey                        |
|         | VYI      | Aeroportul Vilyuisk                        |
|         | VCV      | Aeroportul Southern California Logistics   |
|         | VNR      | Aeroportul Vanrook Station                 |
|         | VSA      | Aeroportul Carlos Rovirosa Pérez           |
|         | VDO      | Aeroportul Van Don                         |
|         | VTF      | Aeroportul Vatulele                        |
|         | VCE      | Aeroportul Veneția Marco Polo              |
|         | VNY      | Aeroportul Van Nuys                        |
|         | VYD      | Aeroportul Vryheid                         |
|         | VAV      | Aeroportul Vava'u                          |
|         | VLI      | Aeroportul Internațional Bauerfield        |
|         | VPZ      | Aeroportul Regional Porter County          |
|         | VNS      | Aeroportul Lal Bahadur Shastri             |
|         | VVO      | Aeroportul Internațional Vladivostok       |
|         | VVZ      | Aeroportul Takhamalt                       |
|         | VTU      | Aeroportul Hermanos Ameijeiras             |
|         | VCB      | Aeroportul Nut Tree                        |
|         | VHV      | Aeroportul Verkhnevilyuysk                 |
|         | VUJ      | Aeroportul Stanly County                   |
|         | VGZ      | Aeroportul Villa Garzón                    |
|         | VJI      | Aeroportul Virginia Highlands              |